# Zdenka Hartmann-Procházková

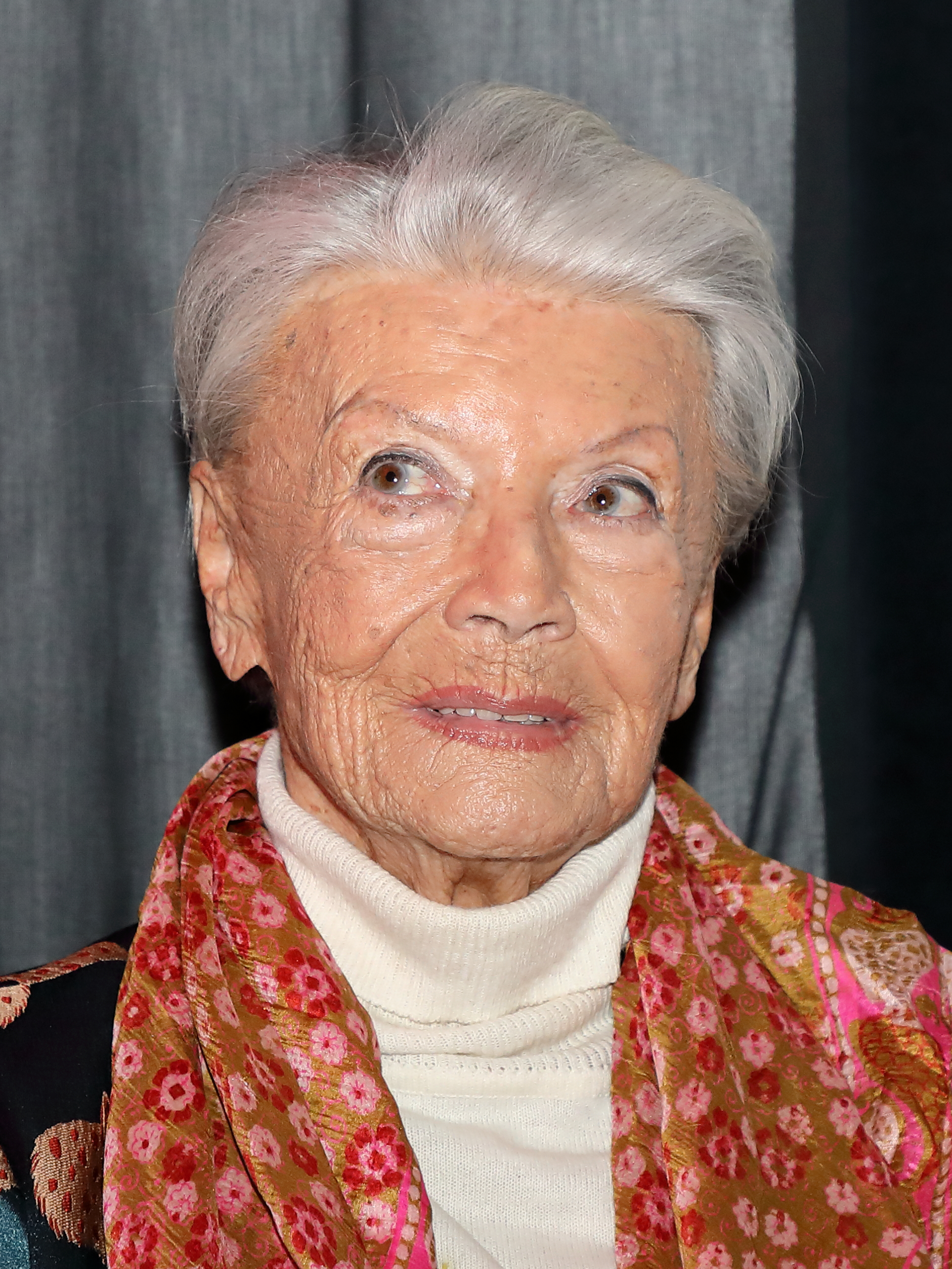
Zdenka Hartmann-Procházková, 2019

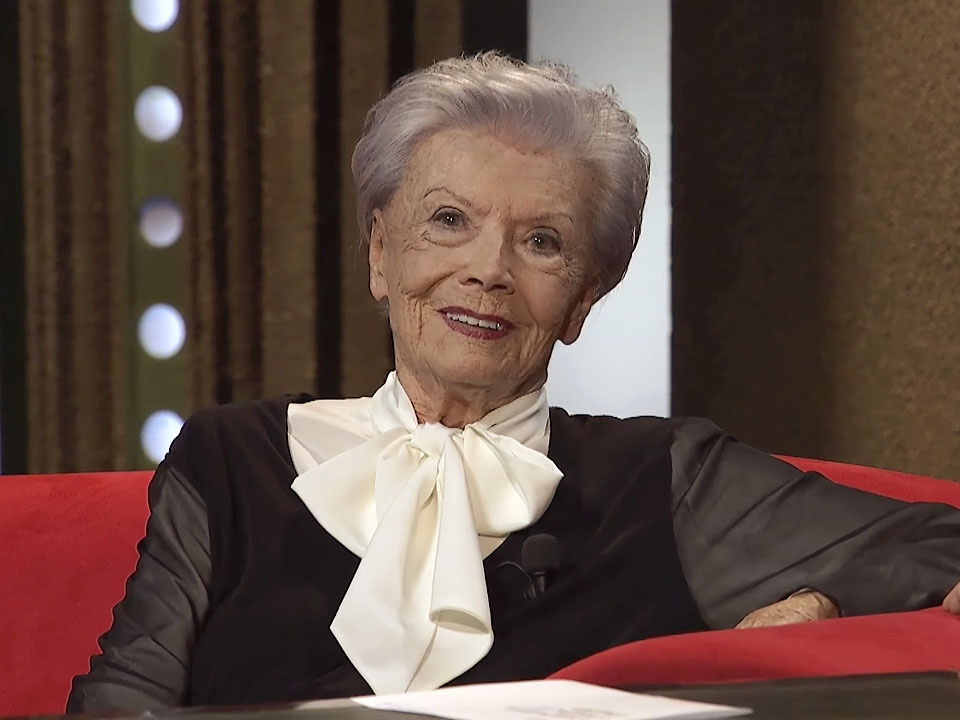
Zdenka Hartmann-Procházková, Show Jana Krause, FTV Prima, 2016

Zdenka Hartmann-Procházková, geborene Procházková (* 4. April 1926 in Prag, Tschechoslowakei; † 25. August 2021 ebenda, Tschechien), war eine tschechisch-österreichische Schauspielerin.

## Leben
Ihr Schauspiel-Studium am Prager Konservatorium musste sie unterbrechen, als während des Zweiten Weltkriegs die tschechischen Bildungsstätten im Protektorat Böhmen und Mähren geschlossen wurden. Das Studium beendete sie nach dem Krieg in Brünn. Die ersten Bühnen, auf denen sie auftrat, waren das Městská divadla pražská (Städtische Theater) und das Divadlo ABC (ABC-Theater) in Prag.
Sie spielte auch auf internationalen Bühnen, unter anderen am Burgtheater in Wien. Dem österreichischen Publikum war sie in erster Linie als Nachfolgerin von Trude Fukar in der Rolle als Oma Putz in den TV-Werbespots Familie Putz des österreichischen Möbelhauses XXXLutz bekannt. Im Dezember 2020 ging sie als Oma Putz in Pension, in dieser Rolle folgte ihr Viktoria Brams nach.
Im tschechisch-slowakischen Kinofilm Die Geliebte des Teufels (Originaltitel Lída Baarová) war sie 2016 als 80-jährige Lída Baarová zu sehen, die auf ihr Leben und ihre Affäre mit Reichspropagandaminister Joseph Goebbels zurückblickt.
Procházková war in erster Ehe 17 Jahre bis in die Mitte der 1960er Jahre mit dem tschechoslowakischen Schauspieler Karel Höger (1909–1977) verheiratet. In zweiter Ehe heiratete sie den Österreicher Erich Hartmann. Sie nahm seine Staatsbürgerschaft an und blieb nach dessen Tod in der ersten Hälfte der 1990er Jahre zunächst in Wien. Sie wurde am Vinohrady-Friedhof in Prag beigesetzt.

## Filmografie (Auswahl)
- 1951: Es war im Mai (Bylo to v máji)
- 1953: Groschenliedchen (Písnicka za gros)
- 1953: Junge Jahre (Mladá léta)
- 1955: Aus meinem Leben (Z mého zivota)
- 1960: Am Partisanensteg (Partyzánská stezka)
- 1961: Die verlorene Revue (Ztracená revue)
- 1964: Die Bekehrung des Ferdys Pistora
- 1964: Der fünfte Reiter ist die Angst (…a pátý jezdec je Strach)
- 1968: So eine Liebe
- 1970: Emigration
- 1972: Das Geheimnis des großen Erzählers (Tajemství velikeho vypravece)
- 1975: Die Verwandlung
- 1975/78: Lady Dracula
- 1976: Sonntagsgeschichten
- 1978: Das Krankenhaus am Rande der Stadt (Nemocnice na kraji mesta) (Fernsehserie)
- 1979: Die Märchenbraut  (Arabela) (Fernsehserie)
- 1979: Drei Musketiere mit Diplom (Inzenýrská odysea) (Fernsehserie)
- 1980: Das Geheimnis der Teufelstasche (Tajemství dáblovy kapsy)
- 1981: Feuerdrachen
- 1982: Der Autovampir (Upír z Feratu)
- 1983: Die Besucher (Návstevníci) (Fernsehserie)
- 1989: Zeit der Diener (Cas sluhu)
- 2005–2007: Ulice
- 2016: Die Geliebte des Teufels (Lída Baarová)
- 2019: Voda co ma drzí nad vodou